# Susie Cincinnati
Susie Cincinnati è un brano musicale scritto da Al Jardine per il gruppo pop rock statunitense The Beach Boys. La canzone venne inclusa nell'album della band 15 Big Ones del 1976, ma era stata pubblicata in precedenza come singolo (lato A Add Some Music to Your Day) nel febbraio 1970 e ancora nel dicembre 1974 come lato B di Child of Winter (Christmas Song).

## Descrizione
Il brano fu scritto durante le sessioni di registrazione dell'album Sunflower del 1970. Jardine compose la canzone avendo in mente una tassista donna dell'Ohio. In un'intervista del 2022 egli raccontò: «Susie Cincinnati era una specie di frecciatina ai Beatles, era un po' come Drive My Car, mi è sempre piaciuta. Non c'era tanta rivalità con i Beatles, più un sentimento di apprezzamento. Con Brian forse era competizione, ma io apprezzavo molto il loro lavoro».

## Registrazione
Susie Cincinnati venne incisa presso lo studio dei Beach Boys a Bel Air il 24 dicembre 1969 e il 7 gennaio 1970. Gli effetti sonori dell'automobile furono registrati il 2 febbraio 1970.

## Pubblicazione
La canzone fu pubblicata per la prima volta nel febbraio 1970 come lato B del singolo Add Some Music to Your Day, e poi di nuovo nel dicembre 1974 come lato B del singolo Child of Winter (Christmas Song). Nel 1976 il pezzo fu incluso nell'album 15 Big Ones. Brian Wilson volle includerla nell'LP "perché è una bella canzone", anche se invece Dennis Wilson la considerava una "sciocca stronzata".

## Formazione
The Beach Boys
- Al Jardine – voce solista e cori, chitarra
- Bruce Johnston – cori
- Mike Love – cori
- Brian Wilson – cori, armonica, basso
- Carl Wilson – cori, chitarra
- Dennis Wilson – cori

Musicisti aggiuntivi
- Daryl Dragon – clavinet
- Dennis Dragon – batteria